# Scott Paper Company
The Scott Paper Company fue una corporación con base en los Estados Unidos dedicada a la fabricación productos de papel.
La empresa tenía su sede en el Municipio de Tinicum, condado de Delaware, Pensilvania. Scott Paper fue fundada en 1879 en Filadelfia, Pensilvania por los hermanos E. Irvin y Clarence Scott, y se le considera la primera empresa que llevó al mercado el concepto actual de rollo de papel higiénico. Comenzaron a comercializar toallitas de papel en 1907, y servilletas de papel en los años 1930. 
En 1995 Scott Paper se fusionó con el grupo Kimberly-Clark que ha conservado el nombre de la marca.
En Europa se comercializa bajo la marca Scottex.